# 圣依搦斯殉道堂
圣依搦斯蒙难堂（義大利語：Chiesa di Sant'Agnese in Agone）是意大利罗马的一座罗马天主教宗座圣殿，始建于1652年，由卡洛·萊納爾迪與弗朗切斯科·博羅米尼设计，座落在圣女依搦斯殉难的地点图密善圆环，即今天的纳沃纳广场。該教堂也是一個執事級樞機的領銜教堂。

## 历史
1652年，卡罗·拉伊纳尔迪接受教宗诺森十世的委托，设计了这座巴洛克风格的教堂。